# تمیجان
تمیجان از روستاهای تاریخی بخش مرکزی شهرستان رودسر در استان گیلان است. پل خشتی تمیجان در این روستا قرار دارد.

نمایی از پل خشتی تمیجان رودسر، زمستان ۱۳۸۶ خورشیدی

تمیجان از دو کلمه تیم و جان تشکیل شده‌است، "تیم" به معنای کاروانسرا و "جان" که در زبان پهلوی ساسانی "گان" بوده -پسوند مکان- است؛ بنابراین "تیمجان"-"تیمگان" به معنی "کاروانسراً یاًمحل کاروان" می‌باشد. علت این نام گذاری آن است که این محل روزگاری دراز بر سر راه چهار راه بازرگانی شرق و غرب و شمال و جنوب منطقه ساحلی دریای خزر و کوهستانی البرز قرار داشت و فرودگاه کاروانیان و تیم‌ها بوده‌است.
اهالی این روستا به زبان  گیلکی گویش شرق گیلان(بیه پیش) و به لهجه رودسری، صحبت می‌کنند.

## جمعیت
این روستا در دهستان چینی‌جان قرار دارد و براساس سرشماری مرکز آمار ایران در سال ۱۳۸۵، جمعیت آن ۵۶۳ نفر (۱۶۱ خانوار) بوده‌است.

## مسجد جامع تمیجان

مسجد جامع تمیجان رودسر، زمستان ۱۳۸۶ خورشیدی

بنای اولیه مسجد جامع تمیجان مربوط به دوره صفویه است که در دوره‌های بعد تغییراتی در آن صورت گرفته‌است. پوشش چوبی مسجد بر روی تیر جمال میانی و آن هم بر روی فیلپایی با مقطع ستاره شکل قرار گرفته‌است. صحن مسجد به دو قسمت اصلی تقسیم شده‌است.
قسمتی که مخصوص زنان است با چوب بنا شده و سطح آن حدود دو متر بالاتر از کف اصلی مسجد قرار دارد بر بالای طاقنماهای اطراف مسجد، گچبری‌های قدیمی دیده می‌شود و محرابی در طرف قبله قرار دارد.
در این مسجد، سنگ نوشته مرمرینی وجود دارد که براساس مفاد آن در سال ۱۰۷۵ هجری قمری حوض، لاکه و مناری در مسجد ساخته شده‌است که تنها آثار حوض و لاکه آن پیداست. با توجه به این کتیبه می‌توان یقین داشت که مسجد قبل از این تاریخ وجود داشته‌است.